# Verneuil, Charente
Verneuil är en kommun i departementet Charente i regionen Nouvelle-Aquitaine i västra Frankrike. Kommunen ligger  i kantonen Montembœuf som ligger i arrondissementet Confolens. År 2022 hade Verneuil 94 invånare.

## Befolkningsutveckling
Antalet invånare i kommunen Verneuil
Referens:INSEE